# Ostriv, Radîvîliv
Ostriv (în ucraineană Острів) este un sat în comuna Pleașeva din raionul Radîvîliv, regiunea Rivne, Ucraina.

## Demografie
Componența lingvistică a localității Ostriv
     Ucraineană (99,81%)
     Alte limbi (0,19%)
Conform recensământului din 2001, majoritatea populației localității Ostriv era vorbitoare de ucraineană (99,81%), existând în minoritate și vorbitori de alte limbi.